# Hans Moldenhauer (Tennisspieler)

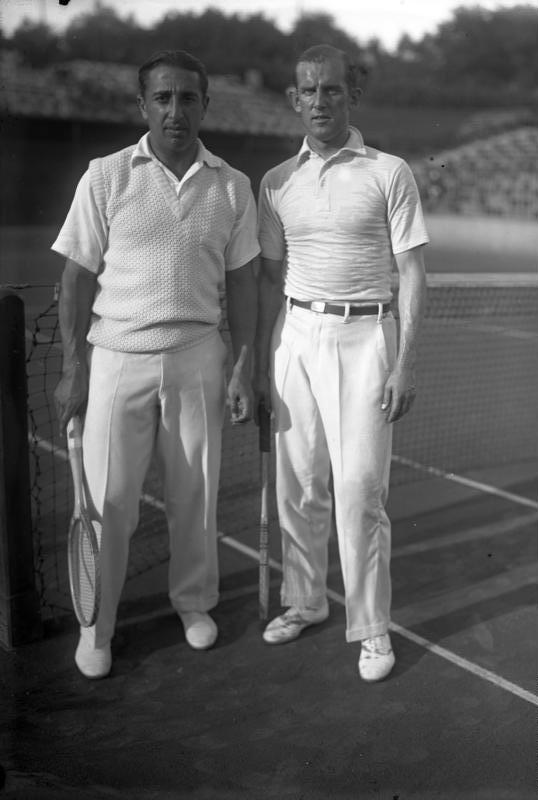
Hans Moldenhauer (rechts) mit Daniel Prenn

Hans Albert Ernst Paul Moldenhauer (* 10. April 1901 in Pankow; † 29. Dezember 1929 in Berlin) war ein deutscher Tennisspieler.
Er gehörte neben Daniel Prenn zu den besten deutschen Tennisspielern der 1920er-Jahre und spielte 22-mal  für Deutschland 1927, 1928 und 1929 im Davis Cup. Er gewann im Einzel 11 Spiele und im Doppel 3 Spiele.
1926 und 1927 wurde er „internationaler deutscher Tennismeister“ durch Siege gegen Walter Dessart und Willy Hannemann. 1928 verlor er im Finale gegen Daniel Prenn. Mit Cilly Aussem wurde er 1925 Deutscher Meister im Mixed.
Hans Moldenhauer spielte für den SV Zehlendorfer Wespen und den LTTC Rot-Weiß Berlin.
Er starb Ende 1929 an den Folgen eines Autounfalls, als er mit einer Straßenbahn kollidierte. Sein Grab befindet sich auf dem Südwestkirchhof Stahnsdorf.